# Кампешевое дерево
Кампешевое дерево (лат. Haematoxylum campechianum) — вид деревьев из рода Haematoxylum подсемейства Цезальпиниевые семейства Бобовые.
Родина Центральная Америка, южная часть Мексики — полуостров Юкатан, особенно мексиканский штат Кампе́че (исп. Campeche), от французского произношения названия порта для экспорта в одноимённом главном городе которого [кампе́ш] Campêche произошло старинное бытовое название в русском языке и ряде других этого рода и вида деревьев. Также издавна распространено в соседних странах Гватемала и Белиз, который фактически вырос из полевых лагерей заготовителей древесины этой породы.
Выращивается в тропиках. Содержит гематоксилин, используемый как краситель — раньше для тканей, популярный в Европе, а сейчас в частности для окрашивания препаратов в гистологии.
Название рода (Haematoxylum от греч. αἷμα haima «кровь» и ξύλον
xylon «дерево» + латинское окончание -um) переводится с греческого как «кровавое дерево», так как ядро ствола имеет красный цвет.

## Биологические описание
Кампешевое дерево достигает высоты 12 м. Кора и ветви гладкие.
Листья перистые.
Соцветия кистевидные. Цветки жёлтые, мелкие. Завязь свободная, верхняя.
Плод — боб.

## Ареал
Кампешевое дерево произрастает в Центральной Америке, на полуострове Юкатане в Мексике, на Ямайке и в Вест-Индии до Колумбии включительно. Кампешевое дерево успешно разводится в некоторых областях тропической Азии.

## Хозяйственное значение и применение
Измельчённая древесина кампешевого дерева является источником ценного красильного вещества — кампеша, или синего сандала. Свежесрубленная древесина имеет кроваво-красный цвет (откуда и научное название рода), но от окисления пигмента на воздухе она принимает сначала тёмно-фиолетовый, а затем тёмно-синеватый и почти чёрный цвет. Из сока коры получаются при содействии окиси железа черно-фиолетовые китайские чернила.
Древесина кампешевого дерева идёт на мебель, поделки, паркет и т. п.
Является декоративным и медоносом.